# Parhadrestia
Parhadrestia är ett släkte av tvåvingar. Parhadrestia ingår i familjen vapenflugor.
Kladogram enligt Catalogue of Life:
| Parhadrestia | \| \| Parhadrestia atava \| \| \| \| \| \| Parhadrestia curico \| \| \| \| |
|              | \| \| Parhadrestia atava \| \| \| \| \| \| Parhadrestia curico \| \| \| \| |
|              | Parhadrestia atava                                                         |
|              |                                                                            |
|              | Parhadrestia curico                                                        |
|              |                                                                            |